# 何塞·恩里克·马丁内斯·赫尼克
何塞·恩里克·马丁内斯·赫尼克（西班牙語：José Enrique Martínez Genique，1935年1月2日—），西班牙政治人物，曾短暂担任农业大臣。